# Wjaczesław Szarpar
Wjaczesław Wołodymyrowycz Szarpar, ukr. В'ячеслав Володимирович Шарпар (ur. 2 czerwca 1987 w Zełenodolśku, w obwodzie dniepropetrowskim) – ukraiński piłkarz, grający na pozycji napastnika, a wcześniej pomocnika.

## Kariera piłkarska

### Kariera klubowa
Wychowanek DJuSSz w Zełenodolśku oraz klubu Torpedo-Kosmos Zaporoże, barwy których bronił w juniorskich mistrzostwach Ukrainy (DJuFL). Latem 2004 rozpoczął karierę piłkarską w Nafkomie Browary. W grudniu 2004 został piłkarzem Tawrii Symferopol, ale występował tylko w składzie rezerwowym. Latem 2006 został wypożyczony do Chimika Krasnoperekopsk. Na początku 2007 przeszedł do klubu Naftowyk-Ukrnafta Ochtyrka z którym zdobył awans do Wyższej Lidze, a 14 lipca 2007 debiutował w Wyższej Lidze. W rundzie wiosennej sezonu 2007/2008 został wypożyczony do Illicziwca Mariupol, z którym również zdobył mistrzostwo Pierwszej Lihi. Na początku 2009 przeszedł do Desny Czernihów, a latem 2009 przeniósł się do Wołyni Łuck. W lutym 2011 został piłkarzem Metalista Charków. W czerwcu 2011 powrócił do Wołyni, ale już na zasadach wypożyczenia. 1 marca 2013 roku został wypożyczony do Arsenału Kijów, potem na początku 2014 do Howerły Użhorod, a 25 lipca 2014 do Metałurha Donieck. Na początku marca 2015 Metalist anulował kontrakt z piłkarzem, a 7 marca 2015 został piłkarzem Wołyni Łuck. 18 czerwca 2015 przeszedł do mołdawskiego Sheriff Tyraspol, ale już 27 sierpnia 2015 ponownie wrócił do Wołyni Łuck. 23 stycznia 2016 przeszedł do kazachskiego FK Atyrau. 6 lutego 2017 zasilił skład Worskły Połtawa. 4 lipca 2019 przeszedł do Riga FC.

### Kariera reprezentacyjna
W 2007 został powołany do młodzieżowej reprezentacji Ukrainy na Memoriał Walerego Łobanowskiego.

## Sukcesy i odznaczenia

### Sukcesy klubowe
Naftowyk-Ukrnafta Ochtyrka
- wicemistrz Pierwszej Lihi Ukrainy: 2006/07

Illicziweć Mariupol
- mistrz Pierwszej Lihi Ukrainy: 2007/08

Wołyń Łuck
- wicemistrz Pierwszej Lihi Ukrainy: 2009/10

Metalist Charków
- brązowy medalista mistrzostw Ukrainy: 2010/11

Sheriff Tyraspol
- zdobywca Superpucharu Mołdawii: 2015

Riga FC
- mistrz Łotwy: 2019